# تکه‌دوزی

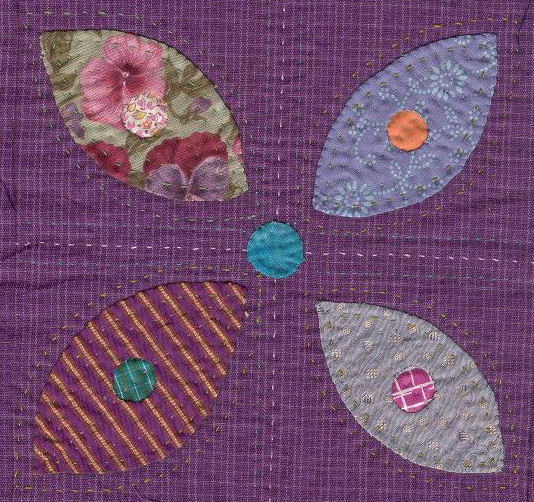
لحاف تکه دوزی شده

در معنای وسیع اش تکه‌دوزی وسیلهٔ تزیینی کوچکی است که در سطح دیگری به کار برده می‌شود. تکه دوزی با انواع پارچه‌ها خیلی رایج است ولی مواد دیگری هم می‌توان به کار برد. در مورد سرامیک، برای مثال، تکه دوزی تکهٔ جداگانه‌ای از سفال است که به کار اولی، عموماً با هدف تزیین اضافه می‌شود

## نگارخانه

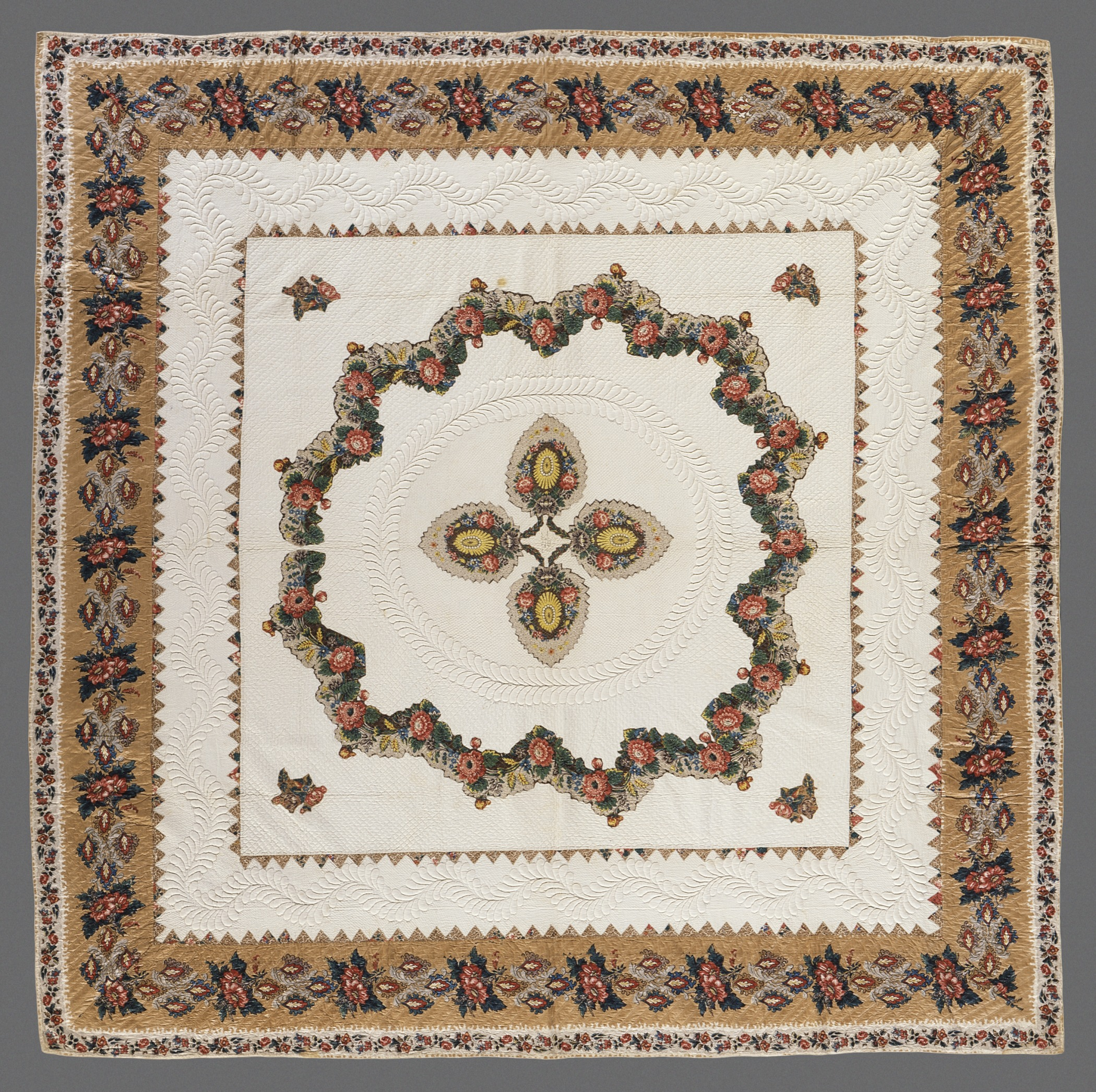
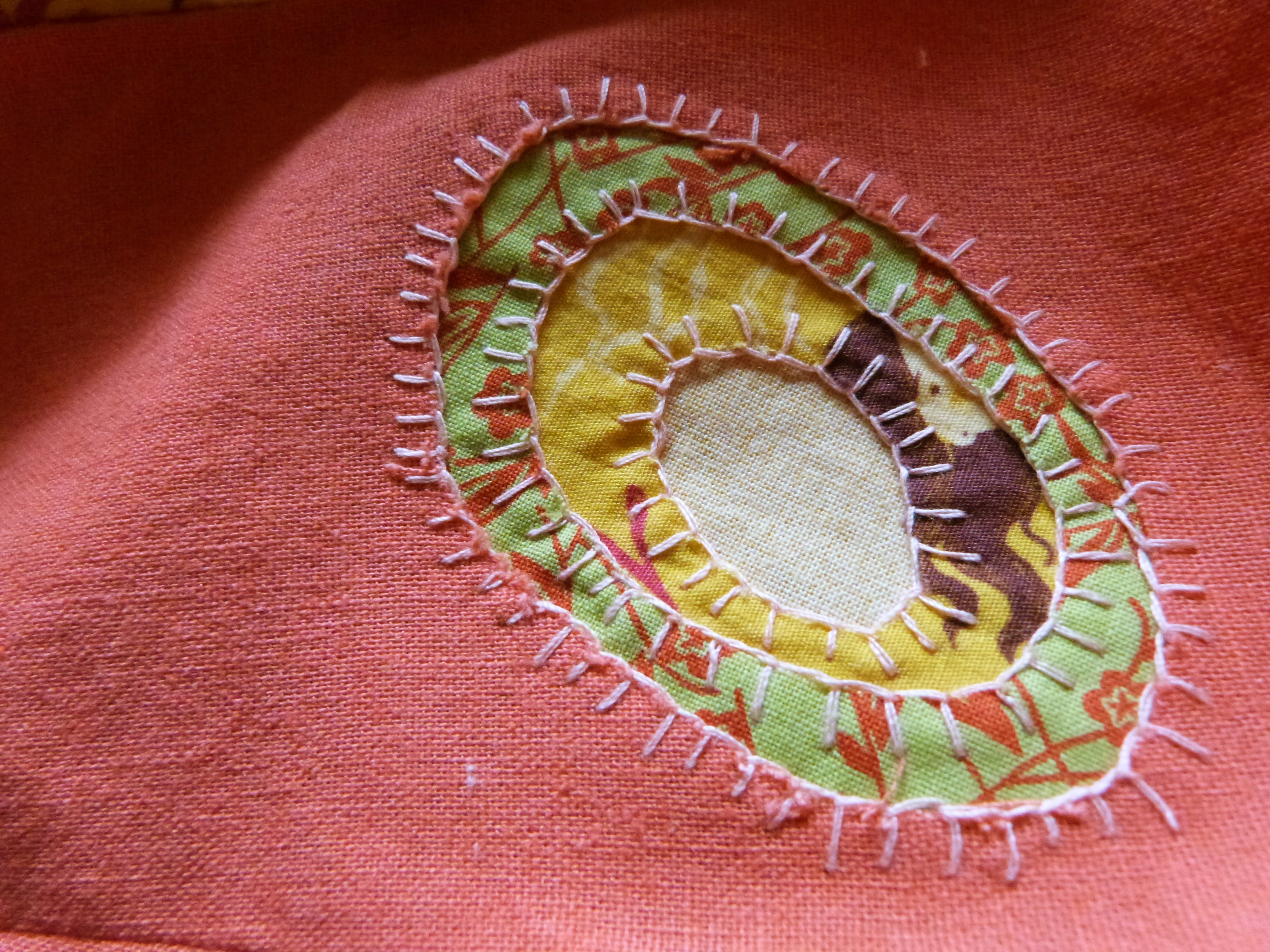